# Sal Rei
Sal Rei és una vila capital de l'illa de Boa Vista a l'arxipèlag de Cap Verd. Està situada a l'extrem nord-oest de l'illa. El port de l'illa es troba a la vila. La seva població en 2010 era de 5.778 habitants. Sal Rei ha estat capital de l'illa des de mitjans de la dècada de 1800. El seu nom es deu al fet que la principal indústria de l'illa era la producció de sal, procedent de les salines que hi havia al nord de la ciutat, on degut al desenvolupament urbà ara s'hi construeixen en cases.
La vila és plana, els seus carrers són de pedra i formen una quadricula. Disposa d'un petit hospital que dona servei a tots els habitants de l'illa. Té un port a la badia i rutes de ferri a les illes de Santiago (Praia), Sal (Santa Maria) i Maio (Vila do Maio). El petit illot d'Ilhéu de Sal Rei, que és principalment sorra i herba, es troba al port.
Actualment el govern està construint, a través del programa casa per a tots, gairebé 600 habitatges per reallotjar a totes les persones que viuen al barri clandestí de Barraques i dotar a totes les persones del barri (el més populós de la ciutat) dels serveis bàsics d'aigua, clavegueram, energia elèctrica, etc.

## Història
La ciutat va ser fundada en les salines de Boa Vista. El 1815 i 1817, la ciutat va ser saquejada pels pirates, u es va construir Forte Duque de Bragança a l'illa propera per defensar la ciutat de nous atacs de pirates. A principis i mitjans del segle XX la ciutat es va veure afectada per l'emigració, juntament amb tota l'illa i tot Cap Verd, que va ser objecte de les sequeres i fams.
La població ha estat creixent força des dels anys 1990 i es va incrementar des de 2010, de tal manera que va superar la marca de 6.000 habitants, la ciutat de més ràpid creixement a Cap Verd. S'han construït molins de vent a 3 o 4 quilòmetres al nord el 2008, també s'ha completat la carretera del perímetre de la ciutat. En la dècada de 2010, el port de l'illa va començar la seva ampliació, que continua en l'actualitat. L'huracà Fred va sacsejar l'illa el 31 d'agost de 2015 i va deixar l'illa sense servei cel·lular quan va enderrocar una torre de transmissió al nord.

## Platges

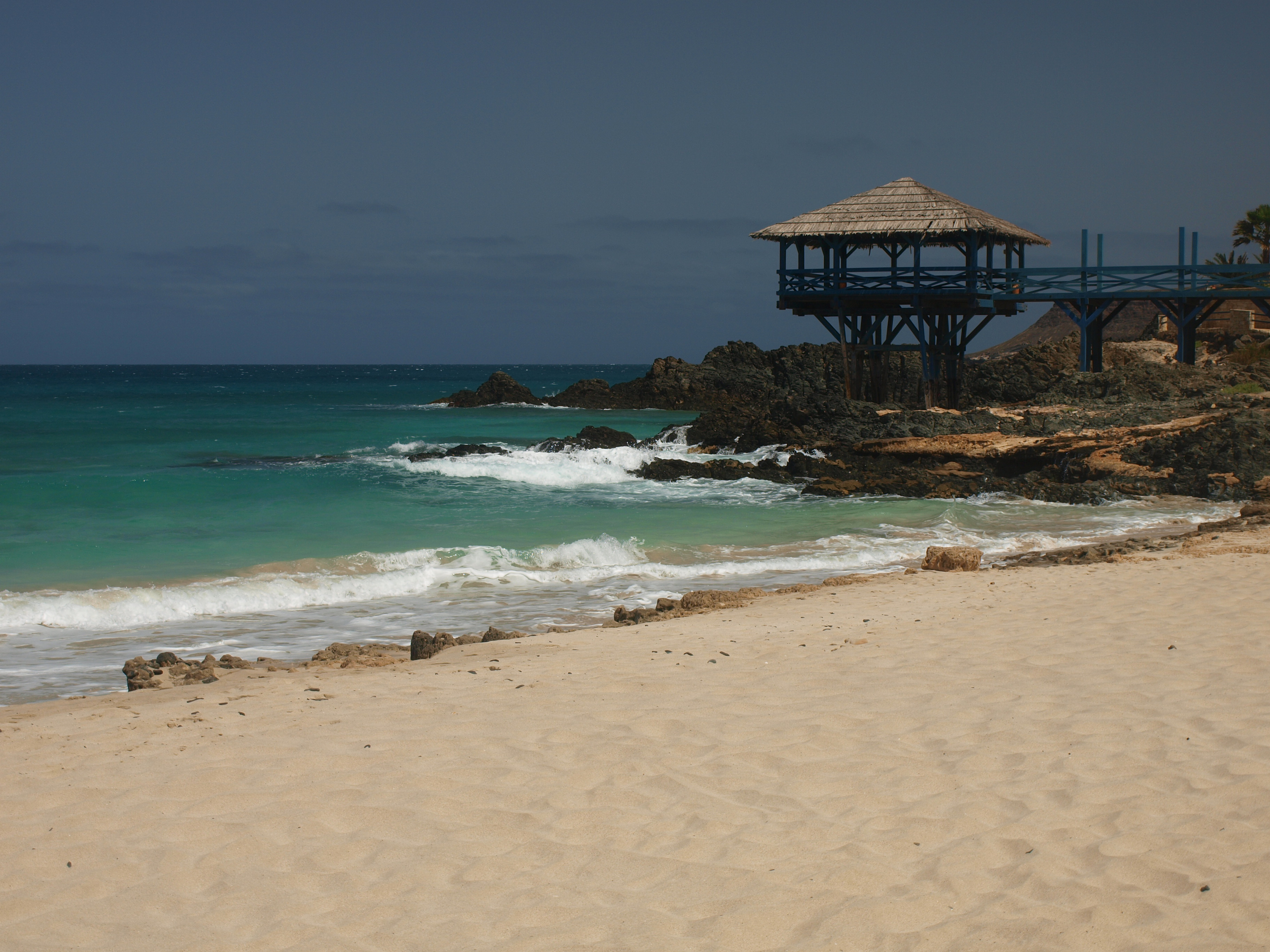
Platja de Cabral.

Al nord de la vila s'hi troba la platja de Cabral

## Esports
Els equips de futbol de la localitat són Académica Sal-Rei, Sal-Rei FC i Académica Operária, que també representen tota l'illa com el Sporting Boa Vista. Des de febrer de 2008 tots els equips juguen en el petit poliesportiu Estádio Municipal Arsénio Ramos, situat al nord de la vila.

## Clima
El clima és semiàrid amb precipitacions molt baixes. Amb prou feines 300 mm, El mes més fred és gener, el mes més càlid i plujós és agost i el mes més sec maig, La temperatura a l'hivern la temperatura va de 19 a 25 °C i l'estiu va de 22 a 30 °C.
| Paràmetres climàtics mitjans de Sal Rei | Paràmetres climàtics mitjans de Sal Rei | Paràmetres climàtics mitjans de Sal Rei | Paràmetres climàtics mitjans de Sal Rei | Paràmetres climàtics mitjans de Sal Rei | Paràmetres climàtics mitjans de Sal Rei | Paràmetres climàtics mitjans de Sal Rei | Paràmetres climàtics mitjans de Sal Rei | Paràmetres climàtics mitjans de Sal Rei | Paràmetres climàtics mitjans de Sal Rei | Paràmetres climàtics mitjans de Sal Rei | Paràmetres climàtics mitjans de Sal Rei | Paràmetres climàtics mitjans de Sal Rei | Paràmetres climàtics mitjans de Sal Rei |
| Mes                                     | Gen.                                    | Feb.                                    | Mar.                                    | Abr.                                    | Mai.                                    | Jun.                                    | Jul.                                    | Ago.                                    | Set.                                    | Oct.                                    | Nov.                                    | Des.                                    | Anual                                   |
| --------------------------------------- | --------------------------------------- | --------------------------------------- | --------------------------------------- | --------------------------------------- | --------------------------------------- | --------------------------------------- | --------------------------------------- | --------------------------------------- | --------------------------------------- | --------------------------------------- | --------------------------------------- | --------------------------------------- | --------------------------------------- |
| Temperatura diària màxima °C (°F)       | 25 (77)                                 | 26 (78,8)                               | 28 (82,4)                               | 28 (82,4)                               | 29 (84,2)                               | 30 (86)                                 | 31 (87,8)                               | 31 (87,8)                               | 30 (86)                                 | 28 (82,4)                               | 28 (82,4)                               | 27 (80,6)                               | 28,4 (83,1)                             |
| Temperatura diària mínima °C (°F)       | 18 (64,4)                               | 19 (66,2)                               | 20 (68)                                 | 20 (68)                                 | 21 (69,8)                               | 21 (69,8)                               | 22 (71,6)                               | 22 (71,6)                               | 21 (69,8)                               | 20 (68)                                 | 19 (66,2)                               | 18 (64,4)                               | 20,1 (68,2)                             |
| Precipitació total mm (polzades)        | 1 (0)                                   | 0,6 (0)                                 | 0,1 (0)                                 | 0,3 (0)                                 | 0 (0)                                   | 3 (0,1)                                 | 16 (0,6)                                | 86 (3,4)                                | 81 (3,2)                                | 51 (2)                                  | 39 (1,5)                                | 22 (0,9)                                | 300 (11,8)                              |
| Font:                                   |                                         |                                         |                                         |                                         |                                         |                                         |                                         |                                         |                                         |                                         |                                         |                                         |                                         |